# Ostrzyce (województwo lubuskie)
Ostrzyce – wieś w Polsce położona w województwie lubuskim, w powiecie zielonogórskim, w gminie Trzebiechów.
W latach 1975–1998 miejscowość położona była w województwie zielonogórskim.